# Guadalcanal Diary (filme)
Guadalcanal Diary é um filme de guerra estadunidense de 1943 dirigido por Lewis Seiler, e estrelado por Preston Foster, Lloyd Nolan, William Bendix, Richard Conte e Anthony Quinn. É baseado no livro de mesmo nome de Richard Tregaskis. O filme narra a luta dos fuzileiros navais dos Estados Unidos na Batalha de Guadalcanal.
Em 28 de fevereiro de 1944, Foster, Bendix, Nolan e Jaeckel reprisaram seus papéis para a apresentação do Guadalcanal Diary no Lux Radio Theatre.

## Elenco
- Preston Foster como Padre Donnelly
- Lloyd Nolan como General Sgt. Hook Malone
- William Bendix como Cabo Aloysius T. "Taxi" Potts
- Richard Conte como Capitão Don Davis
- Anthony Quinn como Soldado Jesus "Soose" Alvarez
- Richard Jaeckel como Soldado Johnny "Chicken" Anderson
- Roy Roberts como Capitão James Cross
- Minor Watson como Coronel Wallace E. Grayson
- Ralph Byrd como Ned Rowman
- Lionel Stander como Sargento Butch
- Reed Hadley como correspondente de guerra / Narrador
- John Archer como Tenente Thurmond
- Eddie Acuff como Soldado "Tex" Mcllovy (sem créditos)
- Bob Rose como Soldado Sammy Kline (sem créditos)

## Recepção
Bosley Crowther, do The New York Times, chamou o filme de "comovente e inspirador de várias maneiras" e elogiou particularmente a primeira parte do filme como "quase documentalmente real", mas também criticou imprecisões históricas na apresentação da batalha no filme, bem como "comparativamente cenas de luta de rotina". A Variety escreveu: "Às vezes é um filme sóbrio e outras vezes exaltante. É também quase continuamente divertido".